# Bitru (demonio)
Bitru es un personaje perteneciente a la demonología.
También es conocido como Sidragaso, Sytry o Sitri
Gran príncipe de los infiernos, tiene la forma de un leopardo con alas de grifo, pero también puede aparecer bajo una forma humana muy hermosa. Comanda 70 legiones y es el encargado de inflamar de lujuria al hombre hacia la mujer y viceversa. Descubre, cuando le parece, los secretos de las mujeres, a quienes siempre pone en ridículo. También le gusta excitarlas para que se muestren desnudas y les inspira a despreciar el pudor.